# Почта Сербии
Почта Сербии (серб. Пошта Србије или Pošta Srbije) — национальная почтовая служба Сербии с главным офисом, расположенным в Белграде.

## История
Основные исторические вехи в развитии почтовой связи на территории Сербии включают следующие события:
- 1840 — введение общественной почтовой пересылки.
- 1866 — был принят первый закон о почтовых услугах и издана первая почтовая марка.
- 1874 — совместно с 21 страной Сербия основала Всемирный почтовый союз.
- 1945—1990 — в соответствии с законодательством Почта Сербии имела статус государственного предприятия.
- 1990 — Почта Сербии основана как государственное предприятие связи Srbija.
- 1997 — предприятие преобразовано в холдинг.
- 2005 — был принят новый закон об оказании почтовых услуг.

## Форма собственности и структура
В соответствии с законом о системе связи публичная компания Srbija была основана в 1990 году как компания, занимающаяся деятельностью в сфере почтовых услуг и имеющей государственные активы. В мае 1997 года, в соответствии с изменениями к закону о системе связи компания преобразована в холдинг, состоящий из отделений Srbija и её дочерних компаний. Enterprisa становится материнской компанией холдинга.
В том же году создана дочерняя компания Telekom Srbija, предоставляющая телекоммуникационные услуги.
Компания Srbija является основателем и держателем активов следующих компаний: Telekom Srbija и Почтовый Сберегательный Банк (Postal Savings Bank).

## Руководство
- Правление — является органом управления предприятием. Девять членов назначаются правительством Сербии, три из которых являются штатными сотрудниками.
- Исполнительный директор. Назначается и отстраняется правительством Сербии, в соответствии регламентом, утверждённым законом.
- Контролирующий орган — занимается отслеживанием операций на предприятии. Пять членов назначаются правительством Сербии, два из которых являются штатными сотрудниками.

## Операционная структура

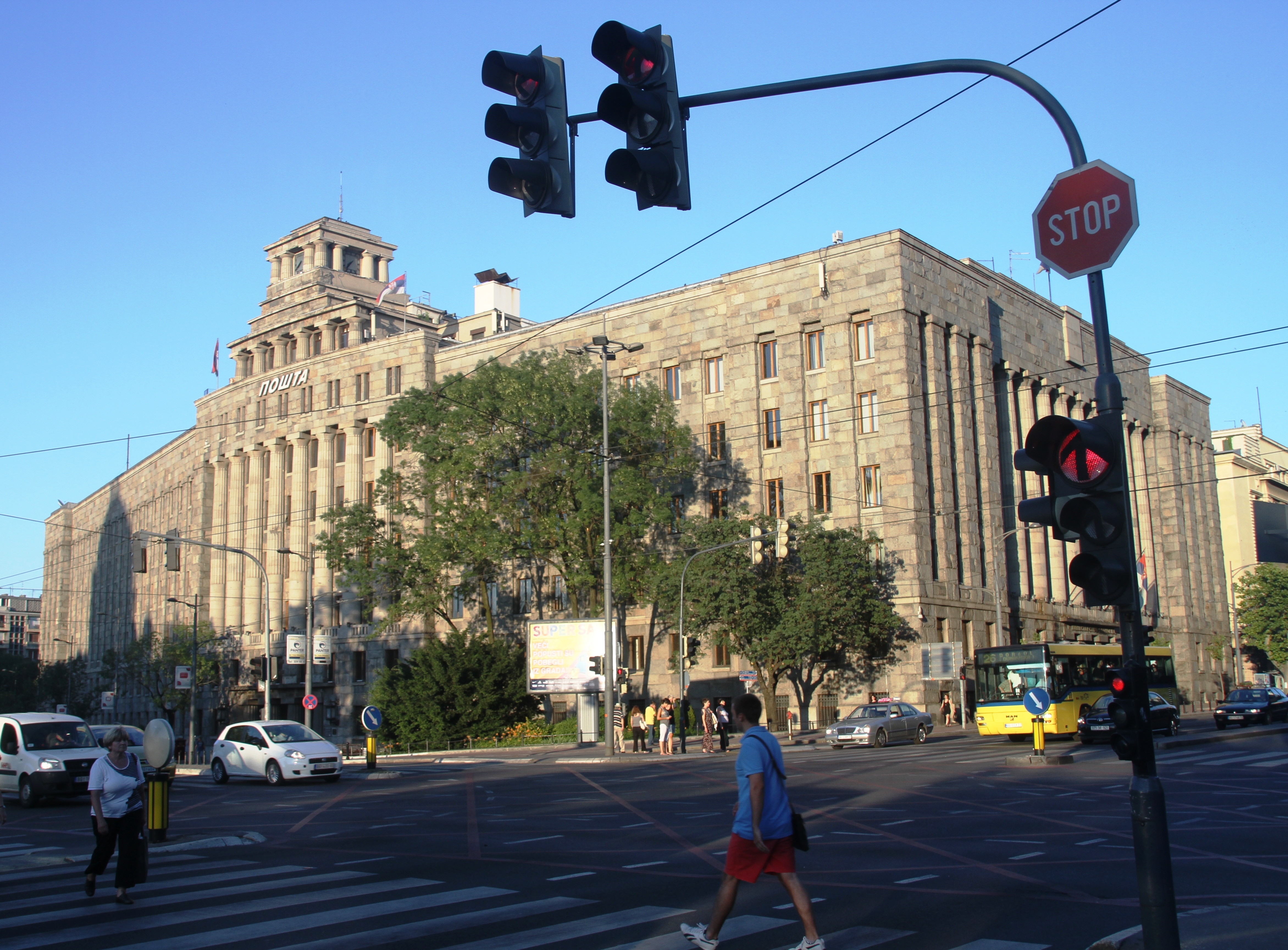
Здание Почты Сербии в Белграде

Операционная сеть компании Srbija является крупнейшей инфраструктурной и логистической сетью в стране. В её составе задействованы следующие структурные элементы:
- 1512 почтовых отделения (784 из которых работают в системе Post Net System)
- 4100 операционных окна (свыше 3000 автоматизированных)
- 3 главных сортировочных центра
- 17 почтовых центров
- 1 центр почтового обмена
- 3 таможенных офиса
- 194 франшизы
- 3646 областей доставки
- 3092 почтовых ящика
- 1588 транспортных элемента
- 7 почтовых магазинов

## Почтовые услуги

### Почтовая корреспонденция
- Письма
- Посылки
- Финансовые — компания Srbija предоставляет несколько финансовых услуг для физических и юридических лиц.

### Информационные услуги
- KDS — Система кабельных сетей[3] — предоставляет возможность передачи радио и телевизионных сигналов, широкополосный доступ к сети Интернет и несколько других сервисов.
- PTT Net — крупнейший национальный провайдер, предоставляющий доступ к сети Интернет.[4]
- CePP — Центр для PTT электронной коммерции[5] — мультимедиа центр передачи данных, предоставляющий услуги первичной защиты передаваемой информации.

### Коммерческие услуги
- Post Express — услуга курьерской доставки до двери, является самым быстрым и безопасным способом доставки отправлений как на территории страны, так и за её пределами.
- Post Sped — оказывает услуги посредника между отправителями и таможенной службой при импорте и экспорте почтовых отправлений.
- Business Service — специальное подразделение, оказывающее интегрированные услуги, включающие доставку по адресу, получение заказов, хранение, упаковка почтовых отправлений, доставка товаров и оплата при получении.
- Direct Mail — звучное название подчёркивает, что служба занимается экспресс доставкой рекламной информации, счетов за товары услуги, информации при проведении маркетинговых исследований и т. п.
- Catalogue Sale — интегрированная служба доставки рекламных проспектов, каталогов, форм заказов и приобретённых товаров.
- Electronic Money Order — служба, занимающаяся денежными переводами с возможностью получения перевода сразу после его отправки.
- Money Transport — служба, предоставляющая постоянное наблюдение за инкассацией при помощи спутниковых систем слежения.
- MMS Postcard — служба, предоставляющая возможность пользователям мобильных сетей Сербии отправлять почтовые открытки посредством MMS сообщений любому адресату на территории республики Сербия из любого места (включая роуминг) и в любое время.
- ADSL — быстрый доступ к сети Интернет.
- Сдача в аренду рекламных площадей для размещения до 1650 плакатов в 364 почтовых офисах в более чем 200 городах и местах на территории Сербии и реклама в залах ожидания почтовых отделений.
- Personalized Postal Stamp — изготовление почтовых марок с индивидуальным дизайном[en].

## Награды
- Сретенский орден I степени (2025 год)[6].